# Mespelbrunn
Mespelbrunn är en kommun och ort i Landkreis Aschaffenburg i Regierungsbezirk Unterfranken i förbundslandet Bayern i Tyskland.  Mespelbrunn, som tidigare hette Neudorf, har cirkas 2 300 invånare. 
Kommunen bildades 1 juli 1972 genom en sammanslagning av kommunerna Hessenthal und Mespelbrunn.
Kommunen ingår i kommunalförbundet Mespelbrunn tillsammans med kommunerna Dammbach och Heimbuchenthal.

## Administrativ indelning
Mespelbrunn har tre Ortsteile.
- Hessenthal
- Mespelbrunn
- Schloss Mespelbrunn